# Estación de Ayerbe
Ayerbe es una estación ferroviaria situada en el municipio español de Ayerbe en la provincia de Huesca, comunidad autónoma de Aragón. Dispone de servicios de Media Distancia operados por Renfe.

## Situación ferroviaria
La estación se encuentra en el punto kilométrico 99,154 de la línea de ferrocarril que une Zaragoza con la frontera francesa por Canfranc a 493 metros de altitud. El tramo es de via única y está sin electrificar. La estación se encuentra entre la de Plasencia del Monte y la de Riglos-Concilio.

## La estación
Consta de un edificio de viajeros de dos plantas del tipo de similar a las de Sabiñánigo y Jaca, en dos plantas y con dos anexos en cada ala de una planta. Esta estación cuenta con una gran marquesina en el andén lateral, anexa al edificio de viajeros y otra más modesta en el andén central.
Las instalaciones cuentan con antiguos elementos y depósitos de aguada y almacenes. Cuenta con dos andenes. El lateral, en el edificio de viajeros, da a la vía 3 (principal) y el lateral, también cubierto, da a las vías 1 (de apartado y espera) y a la 2 (de estacionamiento). El edificio de viajeros dispone de sala de espera, venta de billetes y un panel de horarios, así como máquina de autoventa de billetes. El aparcamiento está sin asfaltar.
Está pendiente la renovación de la vía entre Ayerbe y Caldearenas 

## Historia
En la década de 1880 llegó al término de Ayerbe, el tajo de la Compañía de Caminos de Hierro del Norte de España. Se acondicionó la explanada para albergar la estación de ferrocarril, con la apertura de una gran trinchera para el paso de la vía (de la estación a la Fontaneta). Sobresaliente el trabajo de canteros en el montaje de edificios y puentes. La estación de ferrocarril de Ayerbe contaría con un gran muelle y almacenes para el acopio, carga y descarga de mercancías; depósitos para la aguada de las locomotoras de vapor. El día 31 de diciembre de 1881 y los días 1 de enero y 2 de enero del siguiente enero celebró con gran fiesta la concesión del camino de hierro de Huesca a la frontera francesa.
El 17 de mayo de 1889 se resolvió satisfactoriamente la importante cuestión de las expropiaciones de los terrenos que afectaba el trazado de la vía férrea de Huesca a Francia por Canfranc, en el término de la villa de Ayerbe. Comprendían una extensión de doce kilómetros, que se realizaron en la forma más satisfactoria, conciliadora y equitativa, que podía apetecerse.
En septiembre de 1889 se abrían los cimientos para el muelle de mercancías de la estación de ferrocarril de Ayerbe.
El día 20 de enero de 1890 ya se había cimentado la estación de ferrocarril de Ayerbe. Trabajan 2.000 obreros en los 124 kilómetros entre Huesca y Orante, estando la tercera parte enfermos por la epidemia de viruela. En noviembre de 1890 se dio por terminada el edificio de la estación de ferrocarril de Ayerbe.
En enero de 1891 comenzó el asiento de vía entre Huesca y Ayerbe. El material de acero que se empleó era español. Las traviesas de roble tuvieron que ser importadas de Italia.
A las once de la mañana del 30 de julio de 1891 entró en la estación de Ayerbe la locomotora número 405, la tan deseada locomotora, siendo saludada con los acordes de la banda de música y general repique de campanas. Presenció el acto el alcalde D. Vicente Sarasa con un distinguido séquito y numerosas gentes atraídas por la novedad del suceso. El primer tren aparece en Ayerbe para comenzar unos años de gran actividad mercantil.
La estación fue inaugurada el 1 de junio de 1893 con la puesta en marcha del tramo Huesca-Jaca de la línea que pretendía unir Zaragoza con la frontera francesa por Canfranc. Aunque dicho tramo fue abierto y explotado desde un primer momento por Norte la concesión inicial había recaído en la Sociedad Anónima Aragonesa la cual cedió la misma a Norte. Con la inauguración el 18 de julio de 1928 del ferrocarril del Canfranc, Ayerbe obtuvo la conexión ferroviaria con Francia.
El 15 de febrero de 1929, se ponía en servicio la variante de Zuera a Turuñana que acortaba considerablemente el recorrido desde Zaragoza a Ayerbe y a la frontera con Francia, aunque evitaba el paso por Huesca.
Hasta 1936 se impulsó de manera notable el tráfico regional de Valencia y Aragón con el suroeste francés. Desde 1928, gracias a la estación de ferrocarril, viajeros y mercancías dieron a Ayerbe un gran impulso económico.
En 1941, la nacionalización del ferrocarril en España supuso la desaparición de las compañías existentes y su integración en la recién creada RENFE.
Tras la guerra civil 1939, la destrucción de las instalaciones de Portbou impulsó el paso ferroviario de Canfranc, que canalizó la mayor parte del tráfico internacional del oriente peninsular y durante la II Guerra Mundial su tráfico de mercancías alcanza un auge importante merced a las exportaciones hacia Europa.
Entre 1954 y 1959 el Canfranc vuelve a tener un tráfico importante por las exportaciones de cítricos, pero la instalación de los sistemas de cambio de ejes en Hendaya y Cerbère eliminó dicho transporte por esta línea.
Al final de los años 60 volvió a tener un importante tráfico, esta vez de importación por el transporte de maíz francés a España. El tránsito internacional de pasajeros todavía era importante, pero los viajes habían mermado con la expansión del automóvil.
El 27 de marzo de 1970 el hundimiento en el lado Francés, del puente de L´Estanguet a 5 km de Bedous, al descarrilar un tren pequeño de mercancías, interrumpió el tráfico internacional por ferrocarril desde Francia. 
Desde el 31 de diciembre de 2004 Renfe Operadora explota el tráfico ferroviario mientras que Adif es la titular de las instalaciones.
El 31 de diciembre de 2019, se cerró la taquilla de venta de billetes, pero solo 15 días más tarde se reabrieron con personal de Adif, que se hará cargo de este servicio de forma provisional, hasta que lo asuma de forma permanente personal de Renfe.

## Servicios ferroviarios

### Media Distancia
Los trenes de Media Distancia operados por Renfe tienen como destinos finales a Zaragoza y Canfranc.
La oferta ferroviaria consiste en dos trenes al día en sentido Huesca y Zaragoza y otros dos en sentido Jaca y Canfranc.
El servicio se presta con trenes automotores diésel servidos por trenes de la serie 594 de Renfe.
| Operador | Línea MD | Trenes   | Origen/Destino    |  | Destino/Origen |
| -------- | -------- | -------- | ----------------- |  | -------------- |
| Renfe    | 56       | Regional | Zaragoza-Delicias |  | Canfranc       |